# Constantino II de Armenia
Constantino II (en armenio: Կոստանդին Բ ), (también Constantino IV; armenio occidental: Gosdantin o Kostantine; muerto 17 de abril de 1344), nacido Guido de Lusignan, fue el primer rey latino de Cilicia de la casa de  Poitiers-Lusignan, gobernando desde 1342 hasta su muerte en 1344.
Era hijo de Isabel, hija de León II de Armenia, y Amalarico, hijo de Hugo III de Chipre, y fue gobernador de Serres desde 1328 hasta 1341. Cuando su primo León IV, el último rey Hetúmida de Cilicia, fue asesinado por los barones, la corona fue ofrecida a su hermano más joven Juan, que instó a Guido a aceptarla. Guido era reticente —su madre y dos de sus hermanos habían sido asesinados por el regente armenio Oshin de Córico— pero finalmente aceptó, y tomó el nombre de Constantino.
Guido fue muerto o asesinado en una revuelta en Armenia el 17 de abril de 1344 y fue sucedido por su pariente, Constantino III. Se había casado dos veces, en primer lugar en Constantinopla c. 1318 o 1318 con una Cantacuceno (muerta c. 1330), sin descendencia, y en segundo lugar en 1330–1332, con Teodora Syrgiannaina (muerta 1347/1349), hermana del pinkernes («coperor») Sirgiano Paleólogo Filantropeno, con quien tuvo dos hijos. Uno de ellos fue:
- Isabel (o Zampea) de Lusignan (c. O después de 1333-Chipre, 1382-1387), señora de Aradippou, casada después del 26 de febrero de 1349 con Manuel Cantacuceno (c. 1326-10 de abril de 1380), déspota de Morea.